# Poljanica Okićka
Poljanica Okićka is een plaats in de gemeente Klinča Sela in de Kroatische provincie Zagreb. De plaats telt 12 inwoners (2001).